# Domenica Monvoisin
Pour les articles homonymes, voir Monvoisin.
Domenica Monvoisin le 5 avril 1807 à Rome et morte le 11 juin 1881 à Paris, est une peintre française.

## Biographie
Domenica Felice Virginia Festa est la fille de Félix Festa (1764-1825), sculpteur, et de Candide Boni.
En 1825, elle épouse Raymond Quinsac Monvoisin (1790-1870).
Élève de son père et de son époux, elle expose au Salon à partir de 1857.
Elle meurt à l'âge de 74 ans.